# Пандо Хаджиев
Пандо Хаджиев (на гръцки: Παντελής Χαντζής) е гръцки революционер, деец на Гръцката въоръжена пропаганда в Македония.

## Биография
Пандо Хаджиев е роден в южномакедонското село Нестрам, днес в Гърция. Застава начело на гъркоманската партия в Нестрам заедно с братята си Михаил и Христо. Определен е за агент от I ред. Още преди началото на гръцката въоръжена пропаганда в Македония Хаджиев с братята си е начело на гъркоманската партия и работи против присъединяването на Нестрам към Екзархията и отваряне на българско училище. Преследвани от Васил Чекаларов той и семейството му са принудени да бягат от Нестрам, по-късно се завръща и действа като куриер, работи с Георгиос Цондос (Вардас), Николаос Платанияс (Лахтарас), Григорис Фалиреас (Зякас) и Лазар Апостолов, действа като куриер на митрополит Герман Каравангелис.